# Тучне (Охтирський район)
Тучне́ — село в Україні, у Тростянецькій міській громаді Охтирського району Сумської області. Населення становить 50 осіб. Колишній орган місцевого самоврядування — Станівська сільська рада.

## Географія
Село Тучне знаходиться на відстані до 2-х км від сіл Зубівка, Буймер і Новоселівка. По селу протікає пересихаючий струмок з загатою. Поруч проходить автомобільна дорога Т 1913.

## Історія
Село постраждало внаслідок геноциду українського народу, проведеного урядом СССР в 1932—1933 роках.